# Un gentiluomo a Mosca
Un gentiluomo a Mosca (A Gentleman in Moscow) è un romanzo storico del 2016 scritto da Amor Towles.
Il volume narra le vicende vissute da un aristocratico russo che nel 1922 viene condannato, proprio a causa della sua classe sociale, a trascorrere il resto della sua vita all'Hotel Metropol', fornendo al tempo stesso un affresco degli eventi politici avvenuti a partire dal passaggio della Russia imperiale all'Unione Sovietica, fino al 1954.

## Trama
Mosca, 21 giugno 1922. Il Conte Aleksandr Il'ič Rostov viene convocato al Cremlino per essere giudicato dal Comitato d'Emergenza del Commissariato del Popolo per gli Affari Interni, tribunale istituito in seguito al termine della rivoluzione russa. Considerato «irrevocabilmente arreso alle corruzioni della propria classe sociale», al Conte viene imposto di passare il resto dei suoi giorni nello sfarzoso Hotel Metropol', situato al centro di Mosca. Nel caso in cui dovesse mettere piede al di fuori della struttura, verrà fucilato.
Il Conte viene scortato nella sua lussuosa suite al terzo piano dell'hotel per prelevare alcuni effetti personali da trasferire in una fatiscente camera al sesto piano; uno degli oggetti a cui tiene di più è una scrivania soprannominata “Ambasciatore”, donatagli dall'ex tutore Demidov, all'interno delle cui gambe foderate di velluto sono nascoste moltissime monete d'oro. Negli anni seguenti il Conte si impegna nella lettura dei Saggi di Michel de Montaigne, un testo molto caro al padre, e ritrova numerosi personaggi pittoreschi, sia impiegati che ospiti dell'hotel. Nella grande sala da pranzo accanto all'atrio, soprannominata "il Piazza" dal Conte, quest'ultimo stringe amicizia con la piccola Nina Kulikova, figlia di un burocrate ucraino vedovo; la bambina è affascinata dalle regole del galateo e dalle storie di principesse, che ama farsi raccontare dal Conte. Dopo un tentativo di suicidio causato dallo stress accumulato nei primi anni di confino, il Conte decide di prendere in mano la sua vita facendosi assumere come cameriere, e intreccia una movimentata relazione con la nota attrice Anna Urbanova.
Nina, ormai adulta, torna all'hotel e spiega al Conte che suo marito è stato arrestato e condannato dalla Lubjanka a cinque anni di lavori correttivi da svolgere a Sevvostlag. Avendo intenzione di seguirlo, ha bisogno di qualcuno che si occupi della sua giovanissima figlia Sof'ja mentre trova una sistemazione, pensando quindi di rivolgersi al Conte. Purtroppo, da quel momento in poi, di Nina non si avranno più notizie. Due settimane dopo viene inviata una lettera ad un ufficio amministrativo del Cremlino al riguardo, ma diverse sono le circostanze che impediscono il trasferimento di Sof'ja in un orfanotrofio: il fatto che Anna ebbe sei anni prima una relazione con Commissario recentemente entrato a far parte del Politburo, e che la stessa si trovasse all'hotel quando vi giunse la bambina; questo potrebbe far presumere che Sof'ja possa essere figlia illegittima del Commissario perciò, per evitare la condanna a morte in caso di sottrazione di minorenne, l'indagine viene cestinata. Il Conte si affeziona molto presto a Sof'ja, la quale manifesta una notevole intelligenza e inizia a chiamarlo papà.
Il Conte scopre Sof'ja, ormai diciassettenne, mentre suona un pianoforte: la ragazza dimostra un talento tecnico eccezionale unito ad un'altrettanto sorprendente capacità espressiva. La giovane confessa al Conte di non avergli parlato prima delle lezioni musicali perché desiderava fargli una sorpresa per il suo prossimo compleanno, e il Conte mostra a Sof'ja la sala da ballo dove sua madre Nina amava passare il tempo.
Anna e Sof'ja annunciano al Conte la vittoria di quest'ultima ad un concorso musicale, ma i festeggiamenti vengono interrotti da Ivan Frinovskij, direttore dell'Orchestra Giovanile Ottobre Rosso: la ragazza gli è stata recentemente segnalata come pianista di talento e desidera assegnarle il posto di seconda pianista; inoltre l'uomo specifica che l'Orchestra si trova a Stalingrado, distante da Mosca oltre mille chilometri, poi consegna al Conte una lettera dicendo che il Sottosegretario regionale agli Affari Interni ha concesso un incontro e che Sof'ja deve presentarsi all'Orchestra a breve. Anna interrompe la conversazione sostenendo che Načevko, il Ministro della Cultura, vuole tenere la ragazza a Mosca per assistere al progredire del suo talento.
Alla Vigilia di Capodanno del 1953, Sof'ja comunica al Conte che il Conservatorio ha in programma una tournée che la vedrà esibirsi il 21 giugno seguente a Parigi (inizialmente presso il Palais Garnier, poi sostituito dalla Salle Pleyel). La ragazza vorrebbe rifiutare l'invito perché si sente appagata dalla vita in hotel in compagnia del Conte, ma quest'ultimo la convince a non mollare questa occasione raccontandole di quando, nel Natale del 1922, sua madre Nina ragionò sul fatto che «se uno desidera ampliare i propri orizzonti, farebbe meglio ad avventurarsi oltre l'orizzonte». Poco prima della sua partenza, il Conte capisce quanto la figlia sia maturata, rendendolo fiero di lei. Tuttavia l'Alfiere, direttore dell'hotel e acerrimo nemico del Conte, scopre il piano di defezione della ragazza e fa per chiamare la polizia segreta del KGB ma il Conte, minacciandolo nel suo stesso studio con una pistola, prima lo obbliga a bruciare i documenti che lo riguardano, poi lo chiude a chiave in un deposito del sotterraneo. Avendo pianificato la propria fuga, il Conte sottrae passaporto e valuta a dei clienti finlandesi, e l'impermeabile e il cappello a un giornalista americano; infine torna in camera, prepara i bagagli e manda un saluto al ritratto della defunta sorella Elena.
Negli stessi momenti Sof'ja conclude con grande successo la propria esibizione, dopodiché si reca in bagno dove si taglia i capelli e indossa gli indumenti maschili forniti dal Conte; travestita da uomo, la ragazza raggiunge la casa di Richard Vanderwhile, un capitano americano che il Conte incontrò per la prima volta nel 1946, al quale consegna una borsa datale dal padre: nascosto tra le cuciture sopra le cinghie, Vanderwhile rinviene un dettagliatissimo rotolo di appunti che il Conte ha scritto a proposito della «Cena congiunta del Consiglio dei Ministri e del Presidium» avvenuta l'11 giugno 1954: quando il capitano aveva iniziato a raccogliere informazioni sulla politica russa si era rivolto al Conte, ben disposto a collaborare. Per ringraziarlo, poiché il Conte vede nella figlia un potenziale e non vuole che sia limitata dalla società russa, Vanderwhile aiuta Sof'ja a chiedere asilo in America. Poco dopo tutti i telefoni dell'hotel iniziano a squillare generando caos, e il Conte ne approfitta per allontanarsi indisturbato.
L'Amministratore Capo del Cremlino viene a sapere dal suo assistente della "scomparsa" sia di Sof'ja da Parigi che del Conte Rostov. Nessuno degli impiegati dell'hotel ha ammesso di averlo visto la sera precedente, tranne l'Alfiere, il quale ha raccontato di aver visto Rostov prendere una guida della Finlandia da una raccolta di libri smarriti. Gli oggetti rubati dal Conte ai clienti dell'hotel vengono ritrovati a Vyborg; nonostante sia stata allertata la polizia, si pensa che egli abbia già oltrepassato il confine a piedi. In realtà ad aver fatto perdere le tracce dell'uomo è stato Viktor, musicista dell'hotel e primo insegnante di piano di Sof'ja, il quale ha accettato di aiutare il Conte a depistare la polizia per un profondo senso di lealtà e rispetto. L'assistente si chiede perché il Conte non abbia sparato all'Alfiere e l'Amministratore Capo, un vecchio amico del Conte, per difenderlo risponde che è accaduto perché l'Alfiere non è un aristocratico.
Per tutti gli eventi che sono emersi negli ultimi decenni e per tutti i modi in cui il Conte si è adattato ai cambiamenti della società, scopre di amare troppo la Russia per lasciarla. Raggiunge il palazzo di famiglia a Nižnij Novgorod, ma scopre che la casa è stata data alle fiamme poco dopo il suo arresto; ne rimangono solo macerie. Si reca quindi nella locanda di un villaggio a circa 8 chilometri di distanza, dove si riunisce con Anna riprendendo la loro relazione, così da trovare un significato e un senso di famiglia.

## Personaggi principali
Aleksandr "Saša" Il'ič Rostov
Nato a San Pietroburgo il 24 ottobre 1889, cresce nella tenuta di famiglia Bellosguardo a Nižnij Novgorod. Divenuto orfano a undici anni dopo la morte dei genitori a causa del colera, viene allevato dal granduca Demidov (già suo padrino), amico e compagno d'arme del padre, e dalla nonna Contessa. Viene allontanato dalla nonna dopo aver ferito lo spasimante di sua sorella Elena; si rifugia a Parigi e rientra a casa nel 1917 al termine della rivoluzione russa. Gli viene risparmiata la condanna a morte per merito di un poema attribuitogli e pubblicato nel 1913 dal titolo Dov'è ora?, una sorta di "chiamata alle armi". Decorato con l'Ordine di Sant'Andrea, membro del Jockey Club e Maestro di caccia, ha un'altezza superiore ai 190 centimetri.
Sof'ja "Sonja" Rostov
Nata nel 1933 è la figlia di Nina, che quest'ultima affida al Conte quando suo marito viene deportato in Siberia. Poiché di Nina non si avranno più notizie, il Conte diventa a tutti gli effetti padre adottivo della giovane. Possiede un notevole talento da pianista, che suo padre vorrebbe potesse sviluppare al di là della limitante Russia, organizzandone perciò la fuga in America. Ha gli occhi azzurro scuro e i capelli neri, con una striscia bianca in mezzo dovuta ad un incidente quando cadde dalle scale di servizio.
Michail "Miška" Fëdorovič Mindič
È il miglior amico del Conte, sebbene sia di umili origini e di carattere solitario e discreto. Miška è un aspirante poeta e redattore che inizialmente vede di buon occhio l'ascesa del bolscevismo, ricredendosi tuttavia quando osserva gli effetti della censura sulle arti: in particolare, quando gli viene ordinato di censurare un volume di lettere scritte da Čechov, "esplode" e si rivolta contro il Partito. Viene quindi condannato dall'Articolo 58 per «attività controrivoluzionarie», ma riesce a fuggire da un campo di lavoro siberiano e a tornare a Mosca in segreto per completare un nuovo progetto chiamato Pane e sale. Verso al fine del romanzo Katerina Litvninova, moglie di Miška, informa il Conte della morte dell'amico il 14 giugno 1953. Viene inoltre rivelato che il poema Dov'è ora? attribuito al Conte era stato scritto in realtà proprio da Miška, ma pubblicato con il nome di Aleksandr perché entrambi sapevano che la punizione del Conte sarebbe stata meno dura di quella di Miška, dimostrando il profondo affetto e spirito di sacrificio che il Conte riservava al suo amico.
Richard Vanderwhile
Un generale americano aiutante di campo che soggiorna all'Hotel Metropol' nella seconda metà degli anni quaranta. Quando all'inizio del decennio successivo Vanderwhile comincia a raccogliere informazioni sulla politica russa, coopera con il Conte.
Anna "Annuška" Urbanova
Attrice dapprima del cinema muto, quando i film a cui ha preso parte vengono ritenuti troppo celebrativi dei tempi precedenti alla rivoluzione russa, la sua carriera subisce una battuta d'arresto. Riprende a recitare nel cinema sonoro anche se con iniziali difficoltà a causa del pubblico non preparato alla sua voce roca; nel tempo si concentra maggiormente sul teatro, dimostrando le sue capacità di adattamento, e riacquistando gradualmente la fama fino a tornare ai fasti di un tempo.
Osip Ivanovič Glebnikov
Un ex colonnello dell'Armata Rossa ora funzionario del Partito in qualità di Amministratore Capo della polizia segreta. Quando i sovietici riaprono i rapporti tra la Russia e l'estero, Osip chiede al Conte di insegnargli il francese e l'inglese, sia per l'uso pratico che per la cultura. Sostiene che il bolscevismo sia tutto sommato positivo, nonostante i metodi rivoluzionari particolarmente rigidi. Ha una cicatrice sopra l'orecchio sinistro.
Nina Kulikova
Figlia di un burocrate ucraino vedovo, all'inizio della storia è una bambina di nove anni con un forte interesse per l'aristocrazia e il colore giallo. In cambio delle spiegazioni del Conte sulla nobiltà, Nina allevia la sua noia esplorando insieme l'hotel e mostrandogli i passaggi segreti di ogni stanza grazie ad un passepartout regalatole a Natale. Crescendo assume un atteggiamento sempre più composto e diventa una fedele sostenitrice del Partito, ma quando vede milioni di persone morire di fame per colpa del Partito, lei e suo marito decidono di abbandonarlo. Ha gli occhi azzurri e lunghi capelli biondi.
Elena Rostov
La dolce e gentile sorella di Aleksandr. Fidanzata con un luogotenente ussaro, nel giorno del suo 20º compleanno Elena lo scopre dopo che ha violentato la sua cameriera, lasciandola in preda all'orrore. Si tratta di una ripicca del luogotenente verso il Conte: infatti alcuni mesi prima, durante una festa di compleanno di una principessa, ella preferì la compagnia del Conte a quella del luogotenente, che decise di vendicarsi corteggiando la sorella del Conte solo per spezzarle il cuore. Per vendicarla, il fratello spara alla spalla destra del luogotenente, che sopravvive ma muore nel febbraio successivo ucciso da un dragone austriaco nella seconda battaglia dei laghi Masuri. Elena muore di scarlattina ad appena ventidue anni il 22 giugno 1916.

### Personale dell'hotel
L'Alfiere
Un bolscevico, inizialmente impiegato come cameriere e poi come direttore, che il Conte chiama Alfiere a causa della forma della sua testa (simile all'omonimo pezzo degli scacchi) e dell'atteggiamento di superiorità. Il Conte prova un'immediata antipatia a causa della sua mancanza di tatto e di competenza, sentimento ricambiato poiché ritiene il Conte simbolo di uno stile di vita antiquato. L'Alfiere mostra un'ossessione per l'abbattimento degli stili di vita tradizionali semplicemente perché sono tradizionali; un esempio viene dato quando si lamenta che tenere una lista dei vini in hotel è contrario ai valori della nuova società sovietica, decidendo perciò di rimuovere tutte le etichette per uniformare le bottiglie e venderle allo stesso prezzo. Il suo malcelato disprezzo verso il Conte è dovuto in sostanza all'invidia che prova nei suoi confronti. Il suo cognome è Leplevskij.
Emile Žukovskij
Originario di Minsk, è uno chef tarchiato, di bassa statura e sofferente di lombalgia che lavora al Metropol' dal 1912. Lo caratterizzano una spiccata misantropia e la facilità con cui cede all'ira. È un grande ammiratore di Anna Urbanova.
Andrej Duras
Nato a Lione, è l'affascinante e abile maître del ristorante Bojarskij. Allevato da un padre vedovo, alcolizzato e violento, scappa di casa a sedici anni unendosi ad un circo itinerante, per poi abbandonarlo nel 1913, quando si innamora di una libraia dell'Arbat insieme alla quale ha un figlio, Il'ja. Purtroppo perdono il figlio, appena diciannovenne, durante la battaglia di Berlino nel 1945. Andrej, il Conte ed Emile diventano così buoni amici da formare un gruppo chiamato Triumvirato, cercando di opporsi alle nuove imposizioni dell'Alfiere. Finge di avere una paralisi progressiva alle mani per permettere al Conte di collaborare con Vanderwhile.
Viktor Stepanovič Skadovskij
Direttore d'orchestra del Piazza e primo insegnante di pianoforte di Sof'ja.
Vasilij
Impeccabile concierge con una certa perizia nello scoprire dove si trovino gli ospiti dell'hotel in un determinato momento.
Arkadij
Imperturbabile addetto alla reception.
Audrius
Efficiente barista del bar Šaljapin.
Abram
Tuttofare che si prende cura di un'arnia sul tetto dell'hotel. Una notte il Conte sale sul tetto e, discutendo, i due capiscono di provenire dalla stessa provincia, particolarmente nota per i suoi meleti. Quando una notte il Conte tenta il suicidio, Abram lo interrompe e gli offre del miele dal chiaro sapore di mela, cosa che induce il Conte a cambiare idea.
Marina Samarova
Timida sarta, ex cameriera. Madre di due figli, dà sostegno al Conte affinché capisca di avere le capacità per comportarsi da padre verso Sof'ja.
Jaroslav Jaroslavl
Barbiere d'incredibile precisione ed eleganza, capace di utilizzare due paia di forbici alla volta.
Josef Halecki
Direttore dell'hotel fino al sopravvento dell'Alfiere.

## Ambientazione

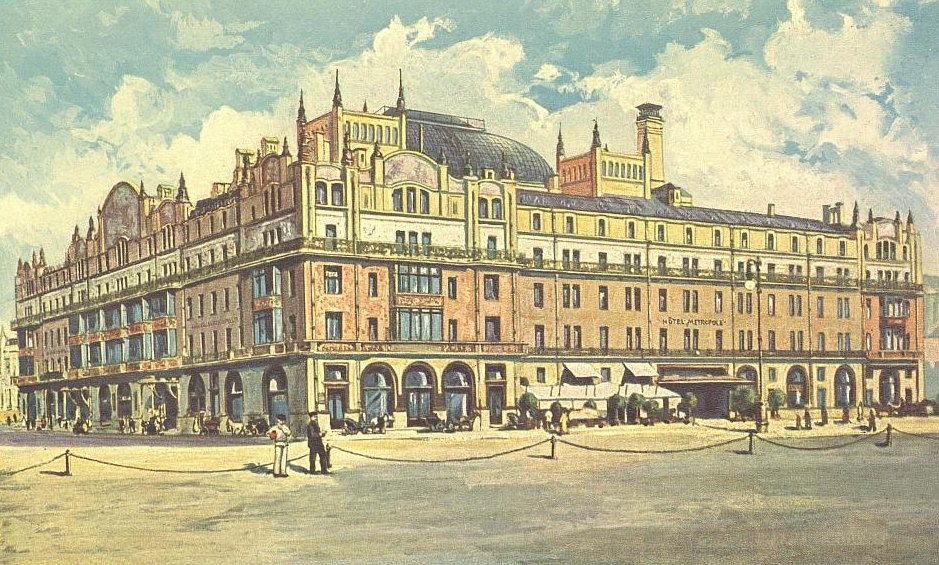
L'Hotel Metropol' in un'illustrazione del 1905, anno della sua inaugurazione

Intervistato per CBS News dalla giornalista Elizabeth Palmer, l'autore ha raccontato come nacque l'idea del romanzo - grazie al suo amore verso la storia e la cultura russa - mostrando alcuni dei luoghi descritti. L'intera storia si svolge all'interno dell'Hotel Metropol', che ha riscoperto le proprie radici nell'Art Nouveau dopo decadi di rifacimenti sovietici. Towles ha mescolato fatti inventati con altri reali, come la location dell'hotel posta accanto al Cremlino e agli incantevoli Giardini di Alessandro, dove il personaggio del Conte era solito passeggiare prima della prigionia.
(Amor Towles)
La fama del romanzo ha portato i gestori dell'hotel a cercare di dar vita ad alcuni aspetti del romanzo, ad esempio ricreando i cocktail citati nel libro e organizzando tour che includono una visita al ristorante Bojarskij. Inoltre, è presente una galleria fotografica che testimonia quali figure storiche hanno dimorato in quel luogo nel corso degli anni, incluso lo stesso Towles.
In un'intervista per The Wall Street Journal condotta da Lucy Feldman, l'autore ha spiegato che nel 2009 soggiornò per la decima volta in un hotel di Ginevra e, riconoscendo diverse persone, arrivò a domandarsi «come sarebbe se dovessi vivere in un posto come questo per il resto della tua vita?». La cosa però non sarebbe dovuta avvenire per scelta ma per costrizione, facendogli venire subito in mente la Russia, dove gli arresti domiciliari hanno radici profonde; memore di aver visitato l'Hotel Metropol' nel 1998, decise di tornarci e ambientarvi il romanzo.

## Accoglienza
Il romanzo ha ottenuto un grande successo sia di critica sia di pubblico, vendendo oltre un milione di copie tradotte in 30 lingue. Tra gli estimatori del romanzo vi è l'imprenditore Bill Gates.
(Bill Gates)

## Adattamento televisivo
Il 3 aprile 2018 venne annunciata la produzione di una miniserie televisiva omonima diretta da Tom Harper, con Kenneth Branagh come produttore e interprete del Conte Alexander Rostov. Il 25 agosto 2022 è stato annunciato che Ewan McGregor sostituirà Branagh nel ruolo di Rostov e che sarà coinvolto come produttore esecutivo insieme a Ben Vastone, Tom Harper, Xavier Marchand e all'autore del romanzo Amor Towles.

## Riconoscimenti
- 2016 - Kirkus Prize
  - Candidatura[8]
- 2018 - Dublin Literary Award
  - Candidatura[9]

## Edizioni italiane
- Amor Towles, Un gentiluomo a Mosca, traduzione di Serena Prina, Vicenza, Neri Pozza Editore, 2017, ISBN 978-88-545-1397-6.
- Amor Towles, Un gentiluomo a Mosca, traduzione di Serena Prina, Vicenza, BEAT Bestseller, 2018, ISBN 978-8865595978.
- Amor Towles, Un gentiluomo a Mosca, traduzione di Serena Prina, Vicenza, BEAT Bestseller, 2020, ISBN 978-8865597231.